# Luís Costa
Luís Ferreira da Costa (Barcelos, Monte de Fralães 25 de setembro 1879 — Porto, 7 de janeiro de 1960), é um nome cimeiro entre os pianistas e compositores portugueses.

## Biografia
Embora tenham sido tios ou até avós seus as últimas pessoas da família (D. Maria Adelaide Gomes Pinto e seu marido Simeão Maria Carneiro Vilhena de Abreu e Lima) a identificarem com interesses de Monte de Fralães, sabe-se que a quinta onde nasceu lhe serviu de retiro  e que o próprio Monte d'Assaia, que então era despido de pinhal e nele se enfunavam as velas de vários moinhos, foi fonte para sua inspiração (talvez os Poemas do Monte e cremos que uma composição intitulada Moinhos).
Luís Costa foi um homem muito viajado, que teve mestres famosos (Bernardo Moreira de Sá, Viana da Mota, Ferruccio Busoni), que foi colega de Conrad Ansorge e Bernardo Stavenhagen. A sua arte de executante era apreciadíssima, tendo colaborado com os primeiros nomes do virtuosismo mundial (Hecking e Pau Casals, Cortot e Friedmann, Enesco, Aranyi e Senatra, etc.)
Numa actuação em Londres, em 1922, recebeu da crítica os mais rasgados elogios. Obras suas foram largamente aplaudidas na Alemanha, França, Bélgica e Estados Unidos, tendo sido apontado para reger cursos num grande conservatório deste país.
Sobre ele se escreveu em 1950 que:
O Norte não tem artista que se lhe compare. Como pianista, professor e compositor, é uma das mais altas e inconfundíveis personalidades do nosso meio, nas últimas três décadas.

## Composições

### Piano Solo
- Três Peças, op. 1
- Fiandeira, op. 2
- Poemas do Monte, op. 3
- Telas Campesinas, op. 6
- Prelúdios, op. 9
- Estudos em Oitavas, op. 10
- Cenários Op. 13
- Danças Rústicas, op. 17
- Figurinhas de Porcelana
- Cantilena
- Sonata
- Pelos Montes Fora
- Cinco Peças Infantis

### Música de Câmara

#### Duo
- Sonata para violoncelo e piano nº1, op. 11
- Sonatina para viola e piano, op. 19
- Sonatina para flauta e piano, Op. 23
- Sonata para violoncelo e piano nº2

#### Trio
- Trio para violino, violoncelo e piano

#### Quarteto
- Quarteto de Cordas nº1
- Quarteto de Cordas nº2

### Música Concertante
- Fantasia para Piano e Orquestra
- Poema, para violoncelo e orquestra [obra completada e orquestrada por Pedro Faria Gomes]

### Vocal
- O Sobreiro, Op. 4, Nº3
- Os Salgueiros, Op. 7, Nº1
- Canção Marinha, Op. 8, Nº1
- Na Montanha
- Roda do Moinho